# Beckwourth (Kalifornija)
Beckwourth je naseljeno područje za statističke svrhe u američkoj saveznoj državi Kalifornija. Prema popisu stanovništva iz 2010. u njemu je živjelo 432 stanovnika.